# Afrânio Riul
Afrânio Francisco Riul (Jardinópolis, 28 de abril de 1949 — Ribeirão Preto, 14 de julho de 1996) foi um futebolista e treinador brasileiro.

## Carreira
Afrânio Francisco Riul nasceu em Jurucê, em 28 de abril de 1949, sendo filho de Octaviano Riul e Amélia Minto Riul.

### Jogador
Começou a carreira no Botafogo de Ribeirão Preto, cidade próxima a Jurucê, e atuava como ponta esquerda. Jogou pelo Guarani, seguindo em seguida para o Vitória da Bahia.
Retornou para o Estado de São Paulo para jogar na Ponte Preta de Campinas, depois foi para o Vasco e em seguida para o Sport, antes de chegar no Colorado, onde encerraria a carreira.

### Técnico
Como treinador, estreou no Rio Branco de Americana e depois foi trabalhar no Araçatuba, onde foi campeão Paulista da A3 em 1991.
Depois foi para o Botafogo de Ribeirão Preto, onde comandou o Pantera na elite do Paulista. Na sequência foi para o rival do Botafogo, o Comercial, e no Bafo foi vice-campeão da A2 em 1993.

Depois foi para o Novorizontino, onde conquistou um Paulista da Série B. Na sequência foi treinar a Ponte Preta, mas acabou contratado pelo Corinthians para o Campeonato Paulista de 1994. Estreou no Timão com uma vitória de 1–0 num amistoso contra o  Comercial em Ribeirão Preto, mas durou apenas mais quatro partidas no comando do clube, caindo após uma goleada de 4–0sofrida para o Guarani em Campinas.
Voltou para o Araçatuba em 1995 e em 1996 fez seu último trabalho no futebol, treinando o São José.

### Morte
Afrânio Riul morreu em um acidente de carro em 14 de julho de 1996, em Ribeirão Preto, aos 47 anos.

## Títulos e conquistas

### Campeão
Araçatuba
- Campeonato Paulista de Futebol - Série A3: 1991

Novorizontino
- Campeonato Paulista de Futebol - Série B: 1993

### Vice-campeão
Comercial
- Campeonato Paulista de Futebol - Série A2: 1993